# Cartagena (Spanyolország)
Cartagena város Spanyolországban, Murcia autonóm közösségben (tartományban), a Földközi-tenger partján. Campo de Cartagena járás székhelye. Spanyolország legfontosabb hadikikötője volt a Földközi-tengeren az első világháborúig, polgári kikötője ma is jelentős.

## Fekvése
A város 450 km-re fekszik az ország fővárosától, Madridtól délkeleti irányban, közel a Földközi-tengerhez. Területe 558 km².

## Története
A Costa Cálida  (Meleg part) „fővárosának” 2500 éves történelméről építészeti emlékek tanúskodnak, így a „pun fal”. A várost i. e. 228. évben Hasdrubal Barkas karthágói vezér alapította, majd Scipio hadai foglalták el i. e. 209-ben. A Római Birodalomban a Tarraconensis provinciában Carthago Nova néven egyik legfontosabb kikötőváros és polgári találkozóhely volt fürdőivel, körszínházaival, szobraival.  Augustus császár  Colonia Victrix Iulia Nova Carthagóra változtatta a nevét. Hispánia legvirágzóbb, legnépesebb városa volt. Kerülete akkori mértékegység szerint 40 stadium volt. A népvándorlás alatt majdnem teljesen elpusztult.
II. Fülöp korában ismét virágzásnak indult. Legfontosabb szerepét a város az 1873 évi kantonális forradalom idején játszotta.  Az év július 12-én a várost a kantonalizmus hívei hatalmukba kerítették  és 1874. január 11-ig álltak ellen. Ekkor megadták magukat Francisco Serrano marsallnak. A felkelés emléke napjainkban az egyik leggyakoribb hivatkozási alapja a murciai nacionalizmusnak, s a nacionalisták a régió nemzeti ünnepének tartják július 12-ét.
Az 1960-as évektől kezdődött a turizmus dinamikus fejlesztése. A lakosság túlnyomó része katolikus vallású.

## Látnivalók

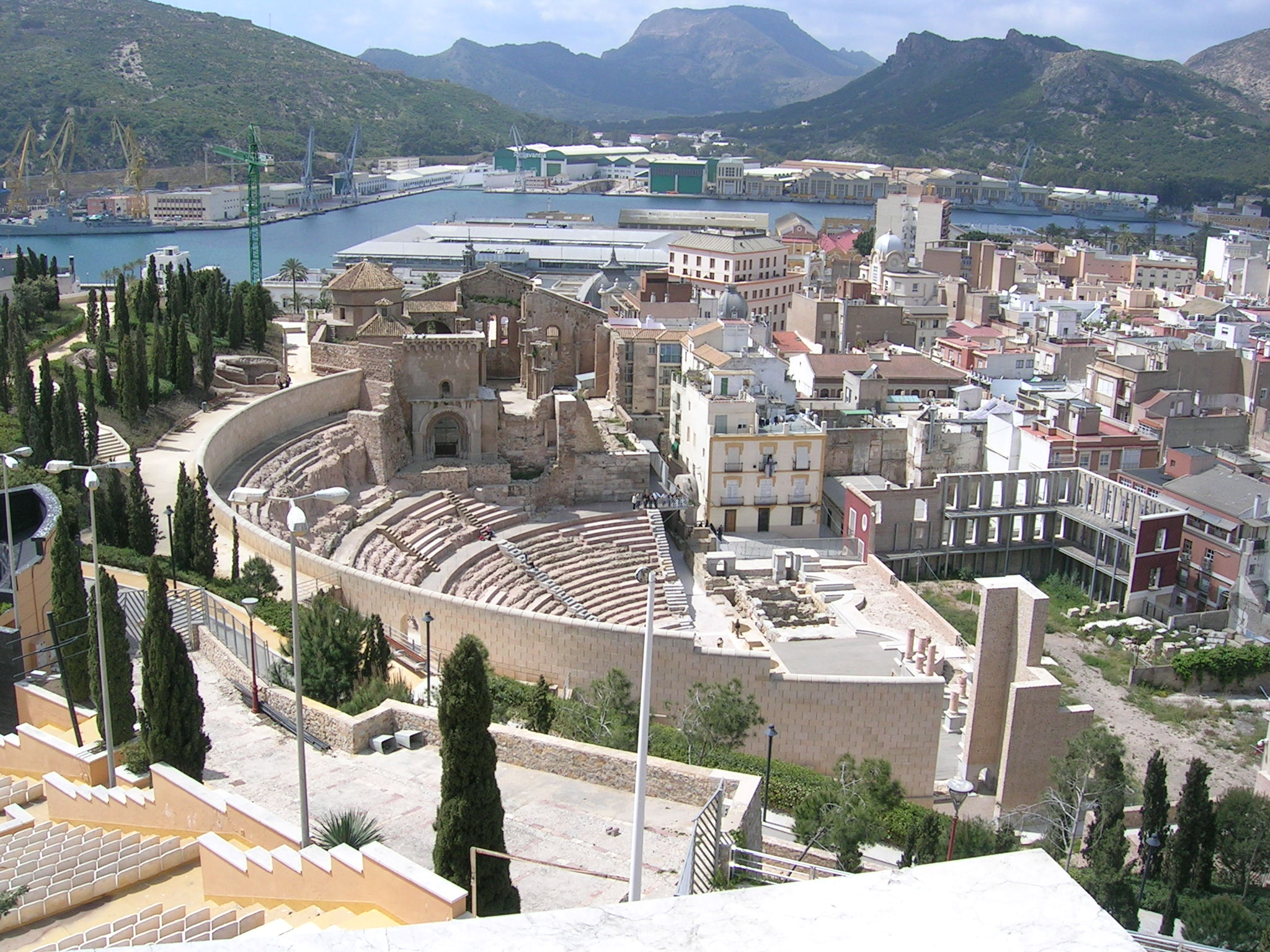
A Carthago Nova-i római színház és a cartagenai székesegyház romjai

A város katonai jelentőségét támasztja alá az egykori Tengerész Iskola, a Katonai Arzenál vagy a Katonai Kórház, mely ma a Cartagenai Egyetemnek ad otthont. A város gazdag barokk templomokban, a stílushoz hűen díszítve pazar festményekkel és szobrokkal, köztük a város korábbi védőszentjének, a Virgen del Rosell (Roselli Szent Szűz) szobrával.
A kontrasztot növelik a 20. század elején a főúri családok számára épített luxusvillák a maguk eklektikus, modern stílusával. Itt található a Casa Maestre (Maestre-ház), a Maestre család több évtizeden keresztül uralta a La Manga-i földnyelv teljes egészét.
- Római színház
- Pun fal romjai
- Kikötő

Bejárata 700 méter széles. Mindkét oldalát dombok védik. A város körül emelkedő magaslatok a dombokra épült erődökkel és ágyúkkal voltak megerősítve. A kikötőben kiállított Isaac Peral tengeralattjáró jelképe a városnak.
- Városháza (casas  consistoriales)

A tenger közelében, a Las Monjas téren épült. Előtte arab ízlésre valló galéria áll. Benne római és karthágói régiségeket állítottak ki.
- Aguirre-palota
- A cartagenai vasútállomás nem csak közlekedési szempontból fontos, hanem 20. század eleji szecessziós épülete önmagában is látványosság.
- rendezvények:

Szeptemberben a város fontos ünnepségei közé tartozik  a felvonulás, melynek során a helyiek római és helyi népviseletet öltenek, valamint felelevenítik a második pun háború történetét.

## Népesség
A település lakosságának változását az alábbi diagram mutatja:
| Lakosok száma | 183 799 | 197 665 | 207 286 | 211 996 | 216 655 | 216 451 | 214 177 | 214 802 | 216 961 | 219 777 |
|               | 2001    | 2004    | 2007    | 2009    | 2012    | 2014    | 2017    | 2019    | 2022    | 2024    |